# Quel Homme de Hus
Quel Homme de Hus (né le 16 juin 2006) est un étalon Holsteiner bai, monté en saut d'obstacles par le cavalier belge Jérôme Guéry. Il décroche une médaille de bronze par équipes aux Jeux olympiques de Tokyo en 2021. Il est également victorieux dans le grand prix de Vejer de la Frontera, et ceux de Mexico et de Knokke.

## Histoire

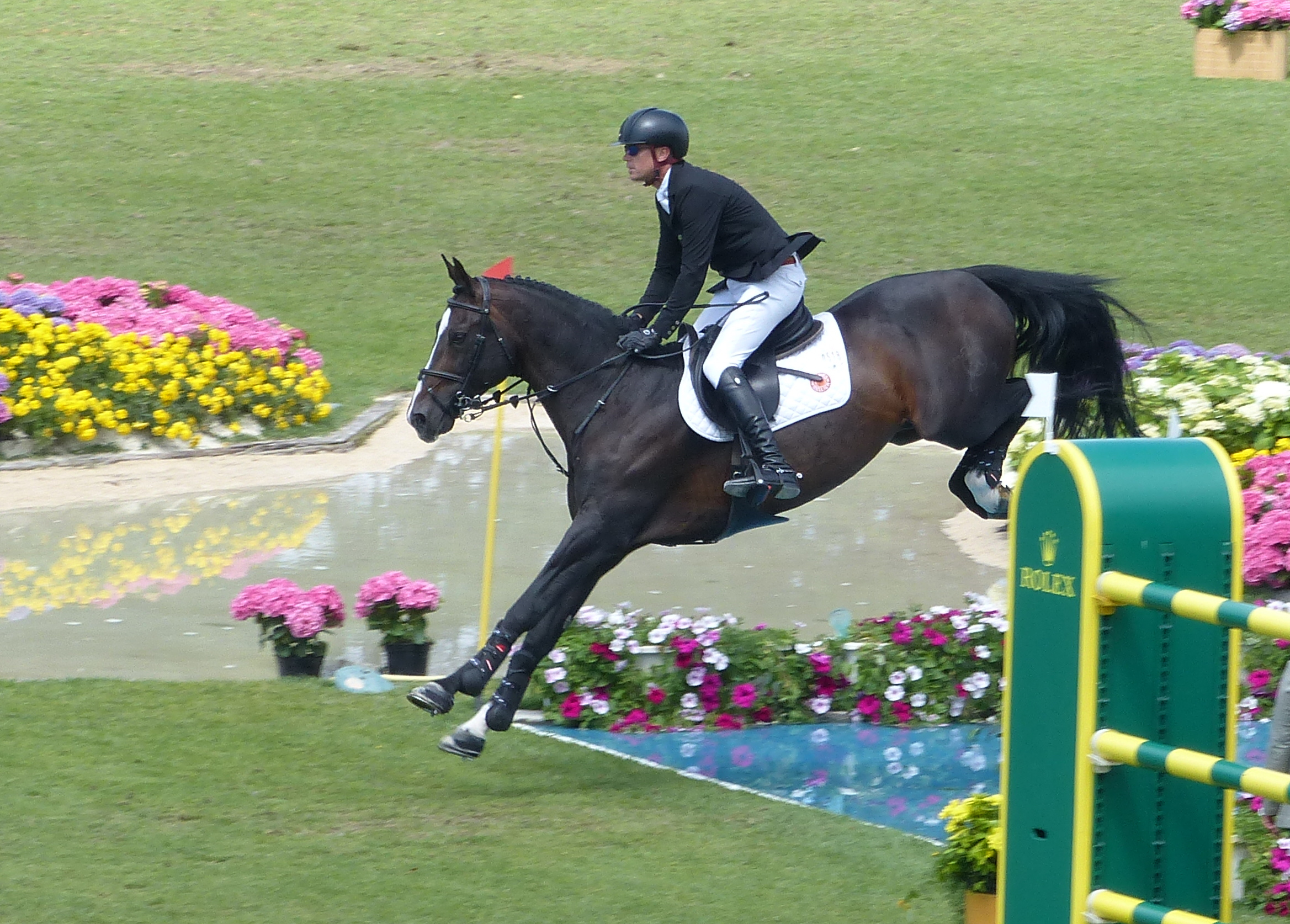
Quel Homme de Hus sautant la rivière au CSIO de La Baule de 2024.

Il naît le 16 juin 2006, à l'élevage du Dr Andreas Kosicki, en Allemagne. 
D'octobre 2016 jusqu'à juin 2019, il est l’unique propriété de Gaëtan Decroix et de sa compagne Alice Tréhoust. En 2018, Gaëtan Decroix est diagnostiqué avec un cancer, et demande au cavalier belge Jérôme Guéry de travailler son cheval à  sa place. 
En juin 2019, Jérôme Guéry et Alexander Oancea annoncent acquérir des parts de Quel Homme de Hus afin de le garder sous la selle de Guéry en prévision des Jeux olympiques de 2020. En avril 2020, en raison de la pandémie de Covid-19 et du report de nombreux concours, Quel Homme de Hus quitte ses écuries belges pour être voué à la reproduction en France jusqu'à la fin du mois de mai. En août 2019, Guéry et Quel Homme de Hus remplacent Niels Bruynseels et Delux van T&L qui sont forfait aux Championnats d'Europe de CSO, pour jouer la qualification belge aux Jeux olympiques de Tokyo en 2020.

### Participation aux Jeux olympiques de Tokyo 2020
Il réalise un parcours sans fautes pendant l'épreuve par équipes des Jeux olympiques de Tokyo, ce qui permet à l'équipe belge de décrocher une médaille de bronze.

### Saisons 2023 et 2024

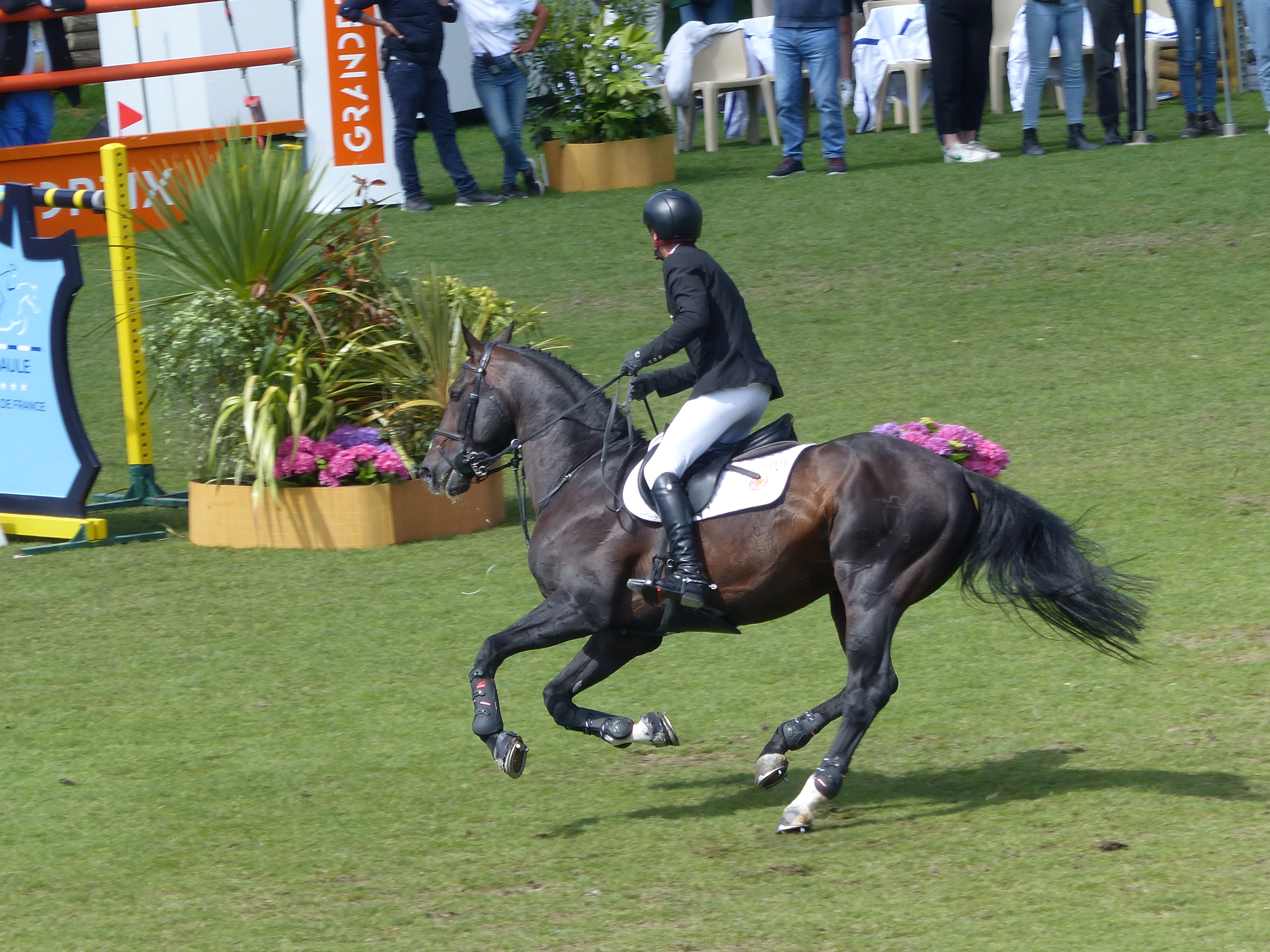
Quel Homme de Hus au CSIO de La Baule de 2024.

En revenant de Prague, il est blessé à un tendon pendant son transport. Arrêté pour blessure en novembre 2022, il re-fait sa première apparition de la saison 2024 à Oliva au mois de février, sur des parcours d'1,25 m. Il retrouve le plus haut niveau de compétition courant 2024, Jérôme Guéry espérant une sélection pour les Jeux olympiques d'été de 2024,,.

## Description
Quel Homme de Hus est un étalon de robe baie, inscrit au stud-book du Holsteiner. Il mesure 1,66 m à l'âge de 4 ans.

## Palmarès
Il atteint un indice de saut d'obstacles (ISO) de 154 en 2018.

## Origines
C'est un fils de l'étalon Quidam de Revel. Sa mère P-Hawaii est une fille de l'étalon Holsteiner Candillo.